# Danny Gray
Danny Gray (Ruston, 1º aprile 1999) è un giocatore di football americano statunitense che milita nel ruolo di wide receiver per i San Francisco 49ers della National Football League (NFL).

## Carriera

### San Francisco 49ers
Grady al college giocò a football al Blinn Community College (2018-2019) e a SMU (2020-2021). Fu scelto nel corso del terzo giro (105º assoluto) assoluto nel Draft NFL 2022 dai San Francisco 49ers. Ricevette il suo primo passaggio da 10 yard dal quarterback Brock Purdy nella vittoria della settimana 14 contro i Tampa Bay Buccaneers. Fu l'unica ricezione della sua stagione da rookie, chiusa con 12 presenze, nessuna delle quali come titolare.

## Palmarès
- Super Bowl : 1

Philadelphia Eagles: LIX
- National Football Conference Championship: 1

San Francisco 49ers: 2023
Philadelphia Eagles: 2024